# Dのゲキジョー 〜運命のジャッジ〜
『Dのゲキジョー 〜運命のジャッジ〜』（ディーのゲキジョー うんめいのジャッジ）は、2005年4月29日から2007年9月21日までフジテレビ系列で毎週金曜日の19:00 - 19:57（JST、一部地域除く）に放送されていた、ドキュメンタリー番組を兼ねたバラエティ番組である。

## 概要
1回の放送で1人ずつの様々な芸能人の裏に隠された波乱万丈の半生を放送し、またこの人生を変えた運命の決断（ジャッジ）をいくつかに分けて紹介していく番組である。また、最近では、芸能人だけでなく各分野で活躍している著名人やホストの人生を振り返り、紹介することもある。
前番組『ザ・ジャッジEX』の放送末期のコーナーであった「人生を変えた運命の決断」が好評だったため、2005年4月からこのコーナーを中心に番組を構成し放送することにした。
『ザ・ジャッジ』、『ザ・ジャッジEX』に出演していた爆笑問題は降板している。
なお、2005年10月には初の2時間スペシャルも放送されている。また、2006年9月15日には2回目の2時間スペシャルが放送される。さらに、2006年12月22日には3回目の2時間スペシャルが放送される。そして2007年9月21日には4回目の2時間スペシャルが放送されるが、これが最後の放送となる。これらの詳細は後述。
綾小路きみまろが頻繁に取り上げられており、2006年9月15日の2時間スペシャルで詳しく取り上げられている。
大半の系列局は同時ネットを行っているが、あくまでもローカルセールス枠の番組なので、一部地域では時差ネット、あるいは関西テレビのように不定期放送扱いでまれに放送された程度の地域もある。また、通常は同時ネットしている局でも、まれに特別番組編成のため、時差ネットまたは休止となっていた。北海道文化放送、KBS京都など、再放送を行う局もあった。
2007年5月放送分で作曲家の織田哲郎がゲスト出演した際に、司会のみのもんたが番組内で「番組のために1曲作って欲しい」と発言。織田は「難しい事に立ち向かうのは嫌いじゃない」と快諾。出演者のピーター・研ナオコ・高畑淳子がユニットを組んで歌う事が内定していたが、結局進展することなく、番組の終了とともに事実上白紙となった。
2007年9月をもって『ザ・ジャッジ! ～得する法律ファイル』以来続いた“ザ・ジャッジ! シリーズ”は6年間で終了し、翌月からこの番組をベースにした『独占!金曜日の告白』にリニューアルした。

## 出演者

### 司会
- みのもんた

### レギュラーパネラー
- ピーター
- 研ナオコ
- 美川憲一
- 美保純
- 高畑淳子
- 鈴木紗理奈
- ウエンツ瑛士（2006年9月15日より）
- この中から、5〜6人収録に参加する。

### ナレーター
- 内海賢二
- 山口奈々

## 主なコーナー
- 人生の決断
- 運命のカウントダウン
- 美川憲一の私にだってできるわよ!

## スタッフ
- 構成 : 豊村剛、海老克哉、堀田延/間マサムネ、武田郁之輔、野呂エイシロウ、平松政俊
- TP （テクニカルプロデューサー） : 高瀬義美
- SW （スイッチャー） : 河西純
- カメラマン : 宮崎健司
- VE （ビデオエンジニア） : 斎藤雄一
- 音声 : 本間祥吾
- 照明 : 植松晃一、谷口明美
- マルチモニター : 鈴木豊
- 音響効果 : 田中寿一、石崎野乃（J-WORKS）
- VTR編集 : 菅野邦大、栗原智明
- ロケ編集・MA : 麻布プラザ、ザ・チューブ、オムニバス・ジャパン（週変わりは異なる）
- 美術 : 井上明裕、古江学
- セットデザイン : 棈木陽次
- 美術進行 : 石川利久
- 大道具 : 丸野彰久
- 装飾 : 菊地誠
- アクリル装飾 : 大竹由里子
- 電飾 : 岸和幸
- 生花オブジェ装飾 : 荒川直史
- 特殊装置 : 金丸佳樹
- メイク : 田代典子
- みのもんたスタイリスト : 御法川靖子
- CG : 岡本英士、徳永晶子
- タイトル : 木本禎子
- 編成 : 松崎容子
- 広報 : 稲葉匡信、遠藤恵
- TK （タイムキーパー） : 山岸弘子
- リサーチ : OFFICE HIT
- AP （アシスタントプロデューサー） : 小野謙吾、塚田佳子、河村圭子、内海雅（Jアソシエイツ）、佐藤実（ハウフルス）
- FD （フロアーディレクター） : 伊藤嘉彦（アズバーズ）
- ディレクター : 安藤茂克・永井宏幸（Jアソシエイツ）、本田啓一・岩淵渡・山口哲生（ハウフルス）、卯目速人・池羽田茂樹（ザ・ワークス）/ 山本布美江
- 制作プロデューサー : 高橋純一・河本和美（Jアソシエイツ）、尾形香代・木村有里・増田俊二郎（ハウフルス）、武田幹治・長岡美樹（ザ・ワークス）
- プロデューサー : 朝倉千代子
- 演出 : 有川崇
- 編成プロデューサー : 中村百合子
- チーフプロデューサー : 和田実（以前は演出）
- 監修 : 宮道治朗（以前はチーフプロデューサー）
- 制作 : 吉田正樹
- 技術協力 : ニユーテレス、FLT、IMAGICA
- ロケ技術協力 : 共同テレビ、八峯テレビ、だだだ、M（週変わりは異なる）
- ロケ美術協力 : フジアール
- 制作協力 : Jアソシエイツ、ハウフルス、THE WORKS（週変わりは異なる）
- 制作 : フジテレビバラエティ制作センター
- 制作著作 : フジテレビ

## ネット局と放送時間

### ネット局
| 放送対象地域   | 放送局                                  | 系列           | 放送曜日と時間     | 放送日遅れ |
| -------------- | --------------------------------------- | -------------- | ------------------ | ---------- |
| 関東広域圏     | フジテレビ(CX) 『Ｄのゲキジョー』制作局 | フジテレビ系列 | 金曜 19:00 - 19:57 | 同時ネット |
| 北海道         | 北海道文化放送(UHB)                     | フジテレビ系列 | 金曜 19:00 - 19:57 | 同時ネット |
| 岩手県         | 岩手めんこいテレビ(MIT)                 | フジテレビ系列 | 金曜 19:00 - 19:57 | 同時ネット |
| 宮城県         | 仙台放送(OX)                            | フジテレビ系列 | 金曜 19:00 - 19:57 | 同時ネット |
| 秋田県         | 秋田テレビ(AKT)                         | フジテレビ系列 | 金曜 19:00 - 19:57 | 同時ネット |
| 山形県         | さくらんぼテレビ(SAY)                   | フジテレビ系列 | 金曜 19:00 - 19:57 | 同時ネット |
| 福島県         | 福島テレビ(FTV)                         | フジテレビ系列 | 金曜 19:00 - 19:57 | 同時ネット |
| 新潟県         | 新潟総合テレビ(NST)                     | フジテレビ系列 | 金曜 19:00 - 19:57 | 同時ネット |
| 長野県         | 長野放送(NBS)                           | フジテレビ系列 | 金曜 19:00 - 19:57 | 同時ネット |
| 静岡県         | テレビ静岡(SUT)                         | フジテレビ系列 | 金曜 19:00 - 19:57 | 同時ネット |
| 富山県         | 富山テレビ(BBT)                         | フジテレビ系列 | 金曜 19:00 - 19:57 | 同時ネット |
| 石川県         | 石川テレビ(ITC)                         | フジテレビ系列 | 金曜 19:00 - 19:57 | 同時ネット |
| 福井県         | 福井テレビ(FTB)                         | フジテレビ系列 | 金曜 19:00 - 19:57 | 同時ネット |
| 島根県・鳥取県 | 山陰中央テレビ(TSK)                     | フジテレビ系列 | 金曜 19:00 - 19:57 | 同時ネット |
| 広島県         | テレビ新広島(TSS)                       | フジテレビ系列 | 金曜 19:00 - 19:57 | 同時ネット |
| 愛媛県         | テレビ愛媛(EBC)                         | フジテレビ系列 | 金曜 19:00 - 19:57 | 同時ネット |
| 高知県         | 高知さんさんテレビ(KSS)                 | フジテレビ系列 | 金曜 19:00 - 19:57 | 同時ネット |
| 福岡県         | テレビ西日本(TNC)                       | フジテレビ系列 | 金曜 19:00 - 19:57 | 同時ネット |
| 佐賀県         | サガテレビ(STS)                         | フジテレビ系列 | 金曜 19:00 - 19:57 | 同時ネット |
| 長崎県         | テレビ長崎(KTN)                         | フジテレビ系列 | 金曜 19:00 - 19:57 | 同時ネット |
| 熊本県         | テレビくまもと(TKU)                     | フジテレビ系列 | 金曜 19:00 - 19:57 | 同時ネット |
| 鹿児島県       | 鹿児島テレビ(KTS)                       | フジテレビ系列 | 金曜 19:00 - 19:57 | 同時ネット |
| 沖縄県         | 沖縄テレビ(OTV)                         | フジテレビ系列 | 金曜 19:00 - 19:57 | 同時ネット |

### 遅れネット局
中京広域圏：東海テレビ
同時ネットの時間は『西川きよしのご縁です!』(19:00〜19:57)を放送しているため、毎週日曜日13:45〜14:50に放送(以前は12:00~12:57に放送)。PTのCMを大量に入れることで放送時間を延ばしている。※スペシャルは基本的に1時間短縮版
岡山県·香川県：岡山放送
同時ネットの時間は『ニョッキン7』(19:00〜19:57)を放送しているため、毎週土曜日16:00〜17:00に放送。尚、特別番組(ローカル番組特番、競艇中継等)放送の関係で休止することもあり。当初は半年遅れだったが、枠が空いたときは15:00から2回連続放送を行なった結果、120日（約17週）遅れまでに縮まる。※2時間スペシャルやナイター中継編成時における雨天中止の場合は同時ネット
大分県：テレビ大分
同時ネットの時間は『SMAP×SMAP』(19:00〜19:57)を放送しているため、毎週木曜日14:05〜15:00に放送。※スペシャルは同時ネット
青森県：青森放送（日本テレビ系列）
2007年4月6日から毎週金曜日9:55〜10:55に放送。4ヶ月遅れ。
京都府：KBS京都（独立UHF局。滋賀県大半の地区や大阪府の一部地域でも視聴可能）
2007年10月2日から毎週火曜日19:00〜20:00に放送。6ヶ月遅れ。

### 過去に放送していた局
山口県：テレビ山口（TBS系列）
毎週金曜日(15:50〜16:50)に放送されていた。2006年3月28日をもって打ち切られた。先述の青森放送の放送開始までは唯一の系列外での放送だった。なお、打ち切り後の2007年3月にスペシャルを放送（それも2時間完全版。tys土曜スペシャル枠で放送）したことがある。